# Omalizumab
L'omalizumab, venduto dalla casa farmaceutica Novartis con il nome commerciale di Xolair, è un anticorpo monoclonale anti-IgE usato nel trattamento dell'asma. In seguito al legame selettivo del farmaco alle immunoglobuline E, l'effetto terapeutico più importante è la riduzione della frequenza e della gravità delle esacerbazioni dell'asma allergico mediato da IgE.
L'omalizumab è stato sviluppato dalla Genentech Inc.

## Meccanismo d'azione
L'omalizumab è un anticorpo monoclonale umanizzato appartenente alla classe delle IgG, prodotto per mezzo della tecnologia del DNA ricombinante. Esso agisce legandosi specificamente alle IgE umane circolanti, impedendo il loro legame con il recettore FcεR1 posto su mastociti e basofili. In questo modo, inibisce la degranulazione mastocitaria, responsabile delle manifestazioni allergiche.
La sua azione diminuisce le IgE plasmatiche a livelli non rilevabili e riduce significativamente la risposta broncospastica dovuta alla stimolazione antigenica. Oltre a neutralizzare le IgE libere, l'omalizumab provoca down-regulation FcεR1 sulla superficie dei mastociti, riducendo il numero delle IgE legate ad essi. Inoltre, blocca anche il legame delle IgE al recettore a bassa affinità per le IgE (FcεR2) presente su linfociti B e T, macrofagi ed eosinofili, inibendo l'attivazione di queste cellule da parte degli allergeni e, di conseguenza, l'infiammazione cronica. A differenza dei tradizionali farmaci anti-IgE, omalizumab non interagisce con le IgE già legate ai mastociti e ai basofili. La somministrazione ripetuta diminuisce l'infiammazione bronchiale e la gravità dell'asma, migliora i sintomi nasali e congiuntivali e riduce la richiesta di glucocorticoidi in pazienti con asma.

## Indicazioni

### Asma allergica
L'omalizumab viene utilizzato per il trattamento di asma allergica grave negli adulti e negli adolescenti che presentano una sintomatologia non efficacemente controllata da alti dosaggi di glucocorticoidi, somministrati per via inalatoria ed in associazione con un beta agonista a lunga durata d'azione. Quei pazienti hanno già fallito i trattamenti dalla fase I alla fase IV e sono nella fase V del trattamento. Tale schema di trattamento è coerente con le linee guida ampiamente adottate per la gestione e la prevenzione dell'asma, pubblicate dalla Global Initiative of Asthma (GINA), un'organizzazione di linee guida mediche lanciata nel 1993 in collaborazione con il National Heart, Lung, and Blood Institute , National Institutes of Health, USA e Organizzazione mondiale della sanità.

### Orticaria cronica spontanea
Il suo utilizzo è stato approvato anche per il trattamento dell'orticaria cronica spontanea.  Omalizumab è indicato per l'orticaria cronica spontanea in adulti e adolescenti (> 12 anni) scarsamente responsivi alla terapia con antistaminico H1. Quando somministrato per via sottocutanea una volta ogni quattro settimane, è stato dimostrato che Omalizumab riduce significativamente la gravità del prurito e il numero di pomfi.

## Farmacocinetica
In seguito alla somministrazione di una dose singola per via sottocutanea, l'omalizumab viene assorbito lentamente, raggiungendo il picco di concentrazione sierica dopo una media di 7-8 giorni. Il farmaco viene assorbito con una biodisponibilità pari al 62%.
Il metabolismo dell'omalizumab è determinato dalla sua struttura IgG1 e dalla sua capacità di legare in modo specifico le IgE. 
L'eliminazione delle IgG avviene da parte del fegato, ed include la degradazione nel sistema reticoloendoteliale e nelle cellule endoteliali. Le IgG immodificate vengono inoltre escrete nella bile. L'emivita di eliminazione è di circa 26 giorni.
La clearance dell'Omalizumab coinvolge i normali processi di clearance delle immunoglobuline G umane, tra cui i processi di eliminazione dovuti alla formazione di complessi con target specifico, le immunoglobuline E.

## Controindicazioni
L'assunzione di omalizumab risulta controindicata in qualsiasi caso di ipersensibilità nei confronti del principio attivo e di uno qualsiasi degli eccipienti in polvere contenuti nella sua formulazione farmaceutica (saccarosio, L-istidina, L-istidina cloridrato monoidrato, polisorbato 20); durante l'allattamento e la gravidanza; nel trattamento di reazioni anafilattiche provocate da allergia alimentare, dermatite atopica, rinite allergica; iperimmunoglobulinemia E; aspergillosi polmonare. Nel caso, invece, di malattie autoimmuni, condizioni patologiche mediate da immunocomplessi, insufficienza renale o epatica è necessario utilizzare omalizumab con cautela.

## Effetti indesiderati
Il principale effetto avverso è l'anafilassi (una reazione allergica sistemica pericolosa per la vita), con un tasso di insorgenza da 1 a 2 pazienti su 1.000.
Tra gli effetti indesiderati più comuni si riscontrano prevalentemente febbre, specialmente nei bambini in età pediatrica; reazioni al sito di iniezione quali dolore, gonfiore, prurito e arrossamento; dolore addominale superiore e cefalea. Tra gli effetti indesiderati meno comuni si annoverano: vertigini, sonnolenza o stanchezza; formicolio o intorpidimento di mani o piedi; svenimento, ipotensione posturale; vampate; mal di gola; tosse; problemi respiratori acuti; malessere e nausea; diarrea; indigestione; orticaria; eruzione cutanea; maggiore sensibilità della pelle al sole; aumento di peso; sintomi di tipo influenzale; gonfiore agli arti superiori. Gli effetti indesiderati rari sono di più grave entità e comprendono invece: infezione da parassiti e da elminti; disturbi del sistema immunitario quali: reazioni allergiche locali o sistemiche di tipo I, compresi anafilassi e shock anafilattico, malattia da siero, reazioni allergiche di tipo III. Il meccanismo fisiopatologico suggerito per tali manifestazioni comprende la formazione e il deposito di immunocomplessi in seguito alla formazione di auto-anticorpi diretti contro l’omalizumab. I pazienti con asma grave possono raramente presentare orticaria cronica spontanea, lupus eritematoso sistemico, sindrome ipereosinofila sistemica o sindrome di Churg-Strauss, con rash vasculitico, peggioramento dei sintomi polmonari, anormalità dei seni paranasali, complicanze cardiache, neuropatia. La sospensione di omalizumab deve essere considerata in tutti i casi gravi.